# Uropsalis lyra
Uropsalis lyra е вид птица от семейство Caprimulgidae. Видът е незастрашен от изчезване.

## Разпространение
Разпространен е в Аржентина, Боливия, Колумбия, Еквадор, Перу и Венецуела.